# Manawar
Manawar é uma cidade e um município no distrito de Dhar, no estado indiano de Madhya Pradesh.

## Geografia
Manawar está localizada a 22° 14′ N, 75° 05′ L. Tem uma altitude média de 180 metros (590 pés).

## Demografia
Segundo o censo de 2001, Manawar tinha uma população de 25 460 habitantes. Os indivíduos do sexo masculino constituem 52% da população e os do sexo feminino 48%. Manawar tem uma taxa de literacia de 59%, inferior à média nacional de 59,5%: a literacia no sexo masculino é de 66% e no sexo feminino é de 52%. Em Manawar, 15% da população está abaixo dos 6 anos de idade.